# Halowe Mistrzostwa Włoch w Lekkoatletyce 2011
42. Halowe Mistrzostwa Włoch w Lekkoatletyce – halowe zawody lekkoatletyczne, które odbyły się w Ankonie 19 i 20 lutego 2011.

## Rezultaty

### Mężczyźni
| Konkurencja:              | 1. miejsce          | Rezultat    | 2. miejsce             | Rezultat    | 3. miejsce              | Rezultat    |
| Bieg na 60 m              | Michael Tumi        | 6,71 PB     | Emanuele Di Gregorio   | 6,72        | Roberto Donati          | 6,73        |
| Bieg na 400 m             | Lorenzo Valentini   | 48,08 PB    | Isalbet Juarez         | 48,31 SB    | Filippo Costanti        | 49,14       |
| Bieg na 800 m             | Giordano Benedetti  | 1:52,19     | Lukas Rifesser         | 1:52,48     | Livio Sciandra          | 1:53,62     |
| Bieg na 1500 m            | Marco Najibe Salami | 3:44,09     | Stefano La Rosa        | 3:44,49 PB  | Christian Obrist        | 3:44,78     |
| Bieg na 3000 m            | Simone Gariboldi    | 8:08,68     | Yuri Floriani          | 8:08,70 SB  | Ahmed El Mazoury        | 8:08,98 PB  |
| Bieg na 60 m przez płotki | Emanuele Abate      | 7,83        | Stefano Tedesco        | 7,89 SB     | Carlo Giuseppe Redaelli | 7,92 PB     |
| Chód na 5000 m            | Riccardo Macchia    | 20:09,99 PB | Daniele Masciadri      | 20:26,43 PB | Vincenzo Magliulo       | 20:29,43 SB |
| Skok wzwyż                | Nicola Ciotti       | 2,25        | Filippo Campioli       | 2,23 SB     | Marco Fassinotti        | 2,23        |
| Skok o tyczce             | Giorgio Piantella   | 5,55 PB     | Claudio Michel Stecchi | 5,50 PB     | Matteo Rubbiani         | 5,40 SB     |
| Skok w dal                | Fabrizio Donato     | 8,03 PB     | Emanuele Formichetti   | 7,70        | Ferdinando Iucolano     | 7,60 SB     |
| Trójskok                  | Fabrizio Schembri   | 17,00 SB    | Daniele Greco          | 16,65 SB    | Michele Boni            | 16,23 SB    |
| Pchnięcie kulą            | Marco Di Maggio     | 18,41 SB    | Paolo Dal Soglio       | 17,82 SB    | Andrea Ricci            | 17,78 SB    |

### Kobiety
| Konkurencja:              | 1. miejsce          | Rezultat    | 2. miejsce            | Rezultat    | 3. miejsce        | Rezultat    |
| Bieg na 60 m              | Manuela Levorato    | 7,44        | Maria Aurora Salvagno | 7,48 SB     | Ilenia Draisci    | 7,48 SB     |
| Bieg na 400 m             | Marta Milani        | 53,09 PB    | Maria Enrica Spacca   | 53,35 PB    | Chiara Bazzoni    | 53,82 PB    |
| Bieg na 800 m             | Elisabetta Artuso   | 2:11,54     | Serena Monachino      | 2:12,25     | Lorenza Canali    | 2:12,58     |
| Bieg na 1500 m            | Sara Palmas         | 4:29,79 SB  | Eleonora Berlanda     | 4:30,70     | Giulia Viola      | 4:31,15     |
| Bieg na 3000 m            | Silvia Weissteiner  | 9:22,39 SB  | Micaela Bonessi       | 9:24,09 SB  | Eleonora Berlanda | 9:28,29 SB  |
| Bieg na 60 m przez płotki | Giulia Pennella     | 8,17        | Francesca Doveri      | 8,30 PB     | Veronica Borsi    | 8,30 PB     |
| Chód na 3000 m            | Sibilla Di Vincenzo | 12:42,61 SB | Eleonora Giorgi       | 12:51,59 PB | Serena Pruner     | 13:12,98 PB |
| Skok wzwyż                | Raffaella Lamera    | 1,90 SB     | Chiara Vitobello      | 1,86 SB     | Giovanna Demo     | 1,81 PB     |
| Skok o tyczce             | Anna Giordano Bruno | 4,30        | Giorgia Benecchi      | 4,25 SB     | Giulia Cargnelli  | 4,10 SB     |
| Skok w dal                | Laura Strati        | 6,29 PB     | Francesca Doveri      | 6,23 SB     | Teresa Di Loreto  | 6,21 PB     |
| Trójskok                  | Simona La Mantia    | 14,33       | Silvia Cucchi         | 13,48 SB    | Eleonora D'Elicio | 13,46 PB    |
| Pchnięcie kulą            | Chiara Rosa         | 18,34 SB    | Julaika Nicoletti     | 16,08       | Elena Carini      | 15,80 SB    |